# オーストンヘミガルス
オーストンヘミガルス（Chrotogale owstoni）は、ジャコウネコ科オーストンヘミガルス属に分類される食肉類。本種のみでオーストンヘミガルス属を構成する。

## 分布
中華人民共和国（雲南省、広西チワン族自治区）、ベトナム北部、ラオス

## 形態
頭胴長（体長）56–72センチメートル、尾長35–47センチメートル。体重2.5–4キログラム。頭部は角張る。背面は灰色がかった黄褐色の体毛で覆われ、4本の横縞が入る。腹面は淡褐色の体毛で被われ、胸部から後肢基部にかけてオレンジ色の縦縞が入る。頸部や四肢には黒い斑点入り、頸部の斑点は筋状に並ぶ。尾には黒い帯模様が入り、先端は黒い体毛で被われる。
門歯は幅広く、歯間に隙間が無い。第2大臼歯は大型で、咬頭が多い。指趾にはやや引っ込める事ができる鋭い爪が生える。

## 分類
タイガーシベット属Hemigalusに含む説もあるが、脳室や歯の形状から本種のみで独立した属を構成する説が有力。

## 生態
河川、湖の周辺にある森林などに生息する。地表棲だが、木に登ることもある。夜行性。茂みや木の根元、樹洞や岩の隙間、地面に空いた穴などを巣穴にする。
食性は胃の内容物から、少なくともミミズを食べると考えられている。
繁殖形態は胎生。妊娠期間は約60日。1回に1-3頭の幼獣を年に1-2回に分けて産む。授乳期間は3か月。幼獣は生後12日で眼が開き、生後35日で歩行できるようになる。生後1年6か月-2年で性成熟する。

## 人間との関係
民家近くで残飯を漁った例もある。
開発による生息地の破壊、麝香目的の狩猟などにより生息数は減少している。法的に保護の対象とされ、生息地の一部は自然保護区に指定されているが密猟される事もある。地上に設置された罠猟などが地上性の本種にとって脅威とされている。